# Dřevoplyn

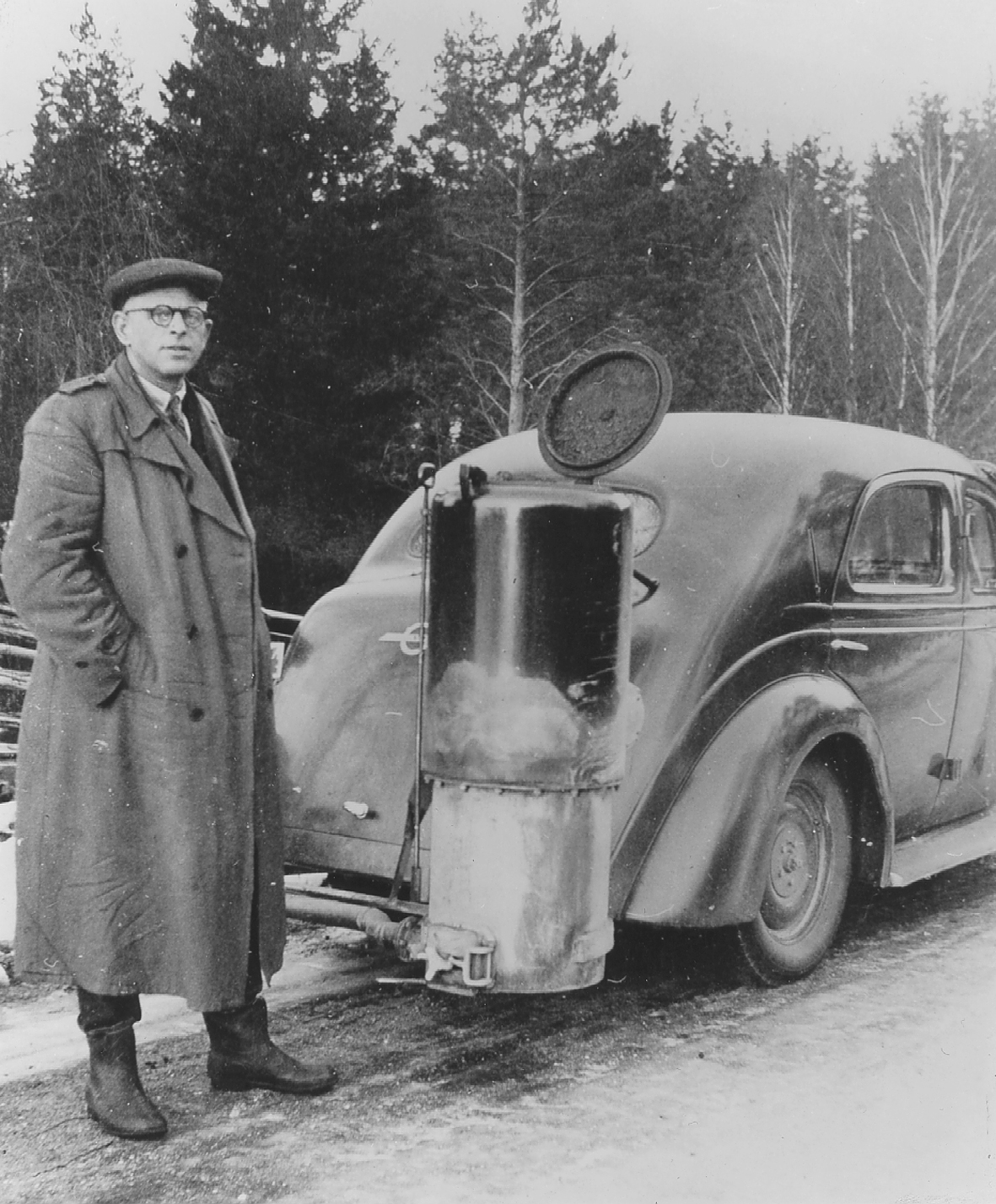
Automobil poháněný dřevoplynem

Dřevoplyn je produkt zplyňování biomasy, při kterém uhlík v molekulách reaguje za vysoké teploty (>500 °C) s párou nebo kyslíkem, čímž vzniká směs oxidu uhelnatého (CO), vodíku (H2), methanu (CH4) a oxidu uhličitého (CO2). V některých generátorech vzniká také větší množství dehtových látek, které obsahují rakovinotvorné polycyklické aromatické uhlovodíky.
Dřevoplyn může být využit k pohonu automobilů v běžných spalovacích motorech, k nimž je připojen zplyňovací generátor. V takovém případě se pak jedná o druh generátorového plynu. Tento způsob využití byl rozšířený v některých evropských státech (včetně Protektorátu Čechy a Morava) během druhé světové války, kdy ropa a produkty z ní byly k dispozici především pro vojenské účely. Dřevoplyn lze použít i k vaření a vytápění nebo k výrobě elektřiny. Oproti technologii ze 40. let jsou dnešní generátory vybaveny elektronickými kontrolními systémy, takže nepotřebují stálý dohled.
Pro rozvod dřevoplynu existují dvě možnosti, za prvé jeho vyčištění a napojení na plynovody pro zemní plyn, nebo jeho zkapalnění pomocí Fischer-Tropschovy syntézy.
Vyčištění dřevoplynu od dehtových látek je nutné pro jeho použití v sofistikovaných spalovacích motorech, Stirlingově motoru, spalovací turbíně nebo v palivových článcích. Na druhé straně dehtové látky zvyšují výhřevnost plynu při jeho přímém spalování.